# 西藏三瓣果
西藏三瓣果（学名：Tricarpelema xizangense）为鸭跖草科三瓣果属的植物。分布于中国大陆的西藏南部等地，生长于海拔1,800米的地区，一般生长在阔叶林下，目前尚未由人工引种栽培。